# Jure Piškur
Jure (Jurij) Piškur, slovenski molekularni genetik, * 1960, Celje, † 18. maj 2014, Lund, Švedska.
Študiral je biologijo na Oddelku za biologijo ljubljanske Biotehniške fakultete, po diplomi leta 1985 pa se je preselil v Avstralijo in vpisal doktorski študij na Avstralski narodni univerzi. Doktoriral je na temo genetike in molekularne biologije mitohondrijev kvasovk.
Po vrnitvi v Evropo leta 1988 se je zaposlil v laboratorijih pivovarne Carlsberg na Danskem, v tem obdobju je raziskoval tudi na Univerzi v Københavnu, kjer je leta 1991 postal docent, in Tehniški univerzi Danske. V tem obdobju je sodeloval v procesu osamosvajanja Slovenije kot zunanji svetovalec in predstavnik Ministrstva za zunanje zadeve na Danskem. Leta 2004 se je nato preselil na Švedsko, kjer je postal profesor na Univerzi v Lundu. Njegovo glavno raziskovalno področje je bila raznolikost presnove nukleotidov (kartiral je presnovne poti pri raznovrstnih organizmih), pa tudi biologija kvasovk, kjer ga je zanimal potencial alternativnih vrst kvasovk v biotehnologiji. Poleg kvasovk se je na Danskem priučil tudi dela z drugim glavnim modelnim organizmom, vinsko mušico Drosophila melanogaster.
Z izolacijo več nevirusnih deoksiribonukleozid kinaz je postavil temelje za razvozlavanje zgradbe in študijo aktivnosti teh encimov ter njihove uporabe pri terapiji raka. Pri kvasovkah je odkril nov encim v biosintezi pirimidinov, ki omogoča pivskim kvasovkam razmnoževanje v anaerobnih pogojih in ga je vrsta pridobila v evolucijski zgodovini s horizontalnim prenosom genov. Odkril je tudi več novih encimov, udeleženih v razgradnji pirimidinskih prekurzorjev.
Na Univerzi v Lundu je vodil mednarodno raziskovalno skupino, bil pa je tudi vodja velikega evropskega konzorcija Cornucopia z enajstimi partnerskimi organizacijami. Za izkoriščanje praktičnega potenciala njegovih odkritij je soustanovil tri biotehnološka podjetja in bil avtor več kot deset patentov. Kot predavatelj in raziskovalec je sodeloval tudi z Univerzo v Novi Gorici. Z ženo Judito Gartner je imel dva sina. Konec leta 2013 se je odzval povabilu k ustanovitvi novega laboratorija na Univerzi v Københavnu, vendar mu je načrte prekrižala bolezen. Februarja 2014 so mu diagnosticirali raka v naprednem stadiju, za katerim je dva meseca kasneje umrl na svojem domu v Lundu.

## Priznanja
Leta 2005 je bil izvoljen za člana Kraljevega fiziografskega društva v Lundu (Kungliga Fysiografiska Sällskapet), ene od švedskih kraljevih akademij.
Nacionalni inštitut za biologijo, s katerim je raziskovalno sodeloval, mu je leta 2011 podelil nagrado Miroslava Zeia za izjemne dosežke na področju aktivnosti inštituta. Za zasluge pri vzdrževanju stikov z raziskovalno skupnostjo v Sloveniji je leta 2012 prejel priznanje ambasador Republike Slovenije v znanosti.